# Limnephilus bifidus
Limnephilus bifidus là một loài Trichoptera trong họ Limnephilidae. Chúng phân bố ở miền Tân bắc.